# Левино-Лесное
Леви́но-Лесно́е — деревня в Волжском сельском округе Волжского сельского поселения Рыбинского района Ярославской области .
Деревня расположена на юго-восток от города Рыбинск, левом берегу реки Уткашь, притока Волги. Ниже по течению расположена деревня Гавриловское. Левино — последняя вверх по течению деревня Волжского сельского поселения на реке Уткашь. Выше по течению на расстоянии около 5 км следует незаселённый лес, а за ним деревня Антоново, которая относится уже к Октябрьскому сельскому поселению. На расстоянии 1 км к югу от Левино в лесу стоит деревня Лысково, к которой от Левино идёт просёлочная дорога .
Деревня Левина указана на плане Генерального межевания Рыбинского уезда 1792 года.
На 1 января 2007 года в деревне не числилось постоянных жителей . Почтовое отделение Ермаково-Первое  обслуживает в деревне Левино-Лесное 3 дома .